# Phaseolus
Phaseolus este un gen ce cuprinde plante anuale sau perene, ierbacee, mai rar arbuști sau arbori, agățătoarea sau erecte. Vârful tulpinii are tendința de a se răsuci în jurul unui suport în sens opus acelor de ceasornic. Rădăcina prezintă nodozități (în care trăiesc în simbioză  bacteriile fixatoare de azot). Frunzele sunt imparipenate, trifoliate. Stipelele sunt persistente și bine dezvoltate. Florile sunt
hermafrodite, zigomorfe (cu un singur plan de simetrie), pe tipul 5 (pentamere). Corola este alcătuită din stindard/vexil (o petală mare), 2 alele/apripioare și carena/ luntrița (formată din 2 petale concrescute). Florile axiale sau subaxiale sunt solitare
sau în racem. Păstaia poate fi sesilă sau stipidată liniară sau falcată, comprimată
sau subcilindrică. Semințele sunt alungite, reniforme sau sferice cu embrion
voluminos. Cotiledoanele sunt cărnoase, bogate în amiloaleuronă.
Genul Phaseolus cuprinde circa 230 de specii,
majoritatea răspândite în ținuturile tropicale ale Americii.
Dintre acestea se
cultivă circa 20 de specii din care 12 specii pentru scopuri alimentare și 8
specii furajere, pentru îngrășământ verde și ca plante decorative. Unele din
aceste specii sunt de origine americană, altele de origine asiatică.
Speciile de origine
americană se caracterizează prin păstăi plate, cu vârful lung, boabe mari,
stipele mici și de formă triunghiulară. Printre cele mai importante specii
amintim: Phaseolus vulgaris, Phaseolus
multiflorus, Phaseolus lunatus, Phaseolus acutifolius, Phaseolus caracalla, Phaseolus
semierectus.
Speciile de origine
asiatică se caracterizează prin păstăi mici, cilindrice, cu vârful ascuțit,
boabe mici, stipele late și în formă de pinten. Plantele sunt acoperite cu
numeroși peri. Cele mai importante specii sunt: Phaseolus aureus, Phaseolus mungo, Phaseolus aconitifolius, Phaseolus
angularis, Phaseolus sublobatus si Phaseolus calcaratus. 
Speciile de Phaseolus sunt folosite ca nutriment pentru larvele unor lepidoptere precum si de către numeroase specii de viermi.

## Legături externe
- Materiale media legate de Phaseolus la Wikimedia Commons
- „Phaseolus” în Dicționar dendrofloricol la DEX online